# Aluntia hova
Aluntia hova är en insektsart som beskrevs av Nast 1949. Aluntia hova ingår i släktet Aluntia och familjen Dictyopharidae. Inga underarter finns listade i Catalogue of Life.